# Münsterland Giro
Il Münsterland Giro (ufficialmente Sparkassen Münsterland Giro per motivi di sponsorizzazione) è una corsa in linea di ciclismo su strada maschile che si tiene nel Münsterland, in Germania, ogni anno nel mese di ottobre. Fa parte del calendario dell'UCI Europe Tour come evento di classe 1.HC.

## Albo d'oro
Aggiornato all'edizione 2024.
| Anno | Vincitore                             | Secondo                               | Terzo                                 |
| ---- | ------------------------------------- | ------------------------------------- | ------------------------------------- |
| 2006 | Paul Martens                          | Sjef De Wilde                         | Marcel Sieberg                        |
| 2007 | Jos van Emden                         | Gerald Ciolek                         | Stefan van Dijk                       |
| 2008 | André Greipel                         | Erik Zabel                            | Robert Förster                        |
| 2009 | Aleksejs Saramotins                   | Wouter Mol                            | Thierry Hupond                        |
| 2010 | Joost van Leijen                      | Dirk Müller                           | Robert Wagner                         |
| 2011 | Marcel Kittel                         | John Degenkolb                        | Kris Boeckmans                        |
| 2012 | Marcel Kittel                         | Michael Van Staeyen                   | Dylan Groenewegen                     |
| 2013 | Jos van Emden                         | Tom Veelers                           | Iljo Keisse                           |
| 2014 | André Greipel                         | John Degenkolb                        | Tom Van Asbroeck                      |
| 2015 | Tom Boonen                            | Roy Jans                              | Nikias Arndt                          |
| 2016 | John Degenkolb                        | Roy Jans                              | Pascal Ackermann                      |
| 2017 | Sam Bennett                           | Phil Bauhaus                          | André Greipel                         |
| 2018 | Max Walscheid                         | John Degenkolb                        | Nils Politt                           |
| 2019 | Álvaro Hodeg                          | Pascal Ackermann                      | Tim Merlier                           |
| 2020 | annullata per la Pandemia di COVID-19 | annullata per la Pandemia di COVID-19 | annullata per la Pandemia di COVID-19 |
| 2021 | Mark Cavendish                        | Alexis Renard                         | Morten Hulgaard                       |
| 2022 | Olav Kooij                            | Jasper Philipsen                      | Max Walscheid                         |
| 2023 | Per Strand Hagenes                    | Kaden Groves                          | Mads Pedersen                         |
| 2024 | Jasper Philipsen                      | Jordi Meeus                           | Milan Fretin                          |